# Astra Space
Pour les articles homonymes, voir Astra.
Astra est une société américaine de lanceurs spatiaux basée à Alameda, en Californie. Astra a été constituée en octobre 2016 par Chris Kemp et Adam London. Anciennement connue dans les médias sous le nom de Stealth Space Company (Compagnie Spatiale Furtive, cf. mode furtif (en)), la société est officiellement devenue Astra Space, Inc. Première société de lancement spatial cotée en bourse sur le Nasdaq, son objectif est la livraison rapide et à faible coût en orbite basse de petits satellites recueillant des données pour la surveillance de la Terre.

## Historique

### Création d'Astra

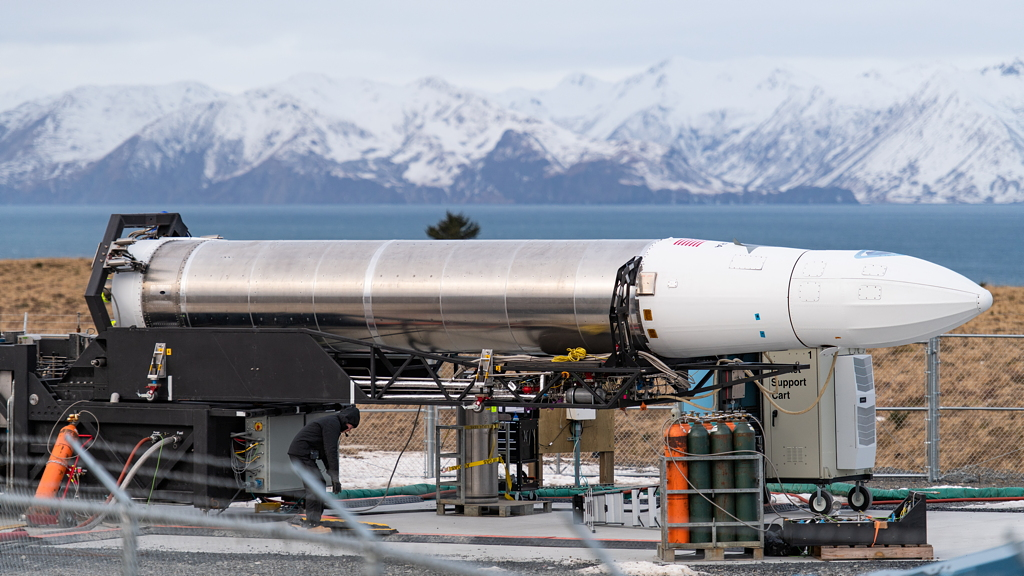
Campagne de lancement de la première Rocket 3.0 d'Astra Space.

La société a été fondée en octobre 2016 par Chris Kemp et Adam London,.
Avant d'être réincorporée sous le nom d'Astra Space Inc. en 2016, Ventions, LLC était une petite entreprise de recherche et de conception aérospatiale basée à San Francisco avec plus de 10 ans d'expérience dans le développement de technologies aérospatiales en partenariat avec la NASA et la DARPA. Ventions a été fondée en 2005 et est située au 1142 Howard Street, San Francisco, CA 94103.
Après la réincorporation de 2016, les employés de Ventions, LLC se sont installés dans un nouveau bâtiment à la base aéronavale d'Alameda Naval Air Station Alameda, connue sous le nom d'« Orion », en raison de son emplacement au 1690 Orion Street, Alameda, CA 94501,. Cette ancienne installation navale d'essais de moteurs à réaction offrait la possibilité d'effectuer des essais sur un seul moteur en interne, contrairement à l'ancien site d'essai de Ventions, LLC à Castle Air Force Base. En raison des vastes pistes déclassées de la base aéronavale d'Alameda, la société a pu effectuer des tests complets de véhicules très près de son siège, éliminant ainsi le besoin d'une logistique coûteuse et complexe pour les tests de fusées. Cependant, cela a été diminué en choisissant Pacific Spaceport Complex – Alaska (PSCA) comme seul emplacement de lancement.
Du début au milieu de l'année 2019, la plupart des employés non liés aux tests ont déménagé du bâtiment Orion dans un nouveau bâtiment au 1900 Skyhawk Street, Alameda, CA 94501, connu sous le nom de "Skyhawk". Cela a permis une grande expansion d'un atelier d'usinage auparavant exigu, des capacités d'usinage supplémentaires en interne et une ligne de production de fusées en prévision de la mise en service de la Rocket 3. De plus, ce bâtiment contient un certain nombre de contaminants chimiques connus en raison de son histoire en tant que bâtiment militaire et d'installation de révision des moteurs à réaction (bâtiment 360) ; il est maintenant désignée comme faisant partie du site du Superfund de la Naval Air Station Alameda,.

#### Investisseurs
Les investisseurs incluent BlackRock, Advance, ACME, Airbus Ventures, Innovation Endeavours, le cofondateur de Salesforce Marc Benioff, l'ancien PDG de Disney Michael Eisner et d'autres encore.

### Lancements
Deux vols d'essai suborbitaux ont été effectués en 2018 depuis le Pacific Spaceport Complex – Alaska (PSCA) : un le 20 juillet 2018 (Rocket 1.0) et un le 29 novembre 2018 (Rocket 2.0). Les deux ont été déclarés comme des échecs de lancement par la Federal Aviation Administration,. Cependant, Astra a déclaré que les deux avaient réussi et que le second était « plus court que prévu »,. Astra a passé l'année 2019 à concevoir et à construire son lanceur Rocket 3.0, intégrant des systèmes de propulsion, de l'avionique et d'autres composants de pressurisation/plomberie pour en faire un lanceur orbital électrique alimenté par pompe haute performance[réf. nécessaire].
De 2018 à 2020, Astra a participé au DARPA Launch Challenge ; d'abord, comme l'une des trois équipes, bien qu'à ce stade, Astra ait gardé son implication secrète et n'ait été qualifiée que de « démarrage furtif » par les organisateurs du Challenge. Ensuite, les deux autres équipes ont abandonné et Astra est restée la seule équipe de la compétition. Le concours consistait à lancer deux petites charges utiles en orbite à partir de deux sites de lancement différents aux États-Unis avec environ deux semaines entre les lancements. Astra a tenté d'effectuer un lancement pour le Challenge fin février – début mars 2020 depuis la PSCA, mais a dû annuler les tentatives de lancement et à la fin, n'a pas lancé de fusée pour le Challenge (en raison de données de capteur défectueuses). Comme Astra était la dernière équipe de la compétition et n'était pas en mesure de lancer une fusée dans le délai imparti, la DARPA a annoncé que le DARPA Launch Challenge s'était clôturé le 2 mars 2020 sans vainqueur. Le prix de 12 millions de dollars n'a pas été réclamé.
Le 11 septembre 2020, Astra a tenté un autre lancement de fusée orbitale, cette fois avec son Rocket 3.1. La fusée s'est élevée de la rampe de lancement avant de s'arrêter et de retomber sur Terre, explosant à l'impact.
En octobre 2020, Astra a été sélectionnée par le programme AFWERX de l'US Air Force pour poursuivre le développement de leur Rocket 5.0, bien qu'il ne soit pas clair si la sélection était liée à une récompense monétaire spécifique.
Le 15 décembre 2020, la fusée 3.2 d'Astra a presque atteint l'orbite après un lancement depuis Kodiak, en Alaska.
Le 2 février 2021, Astra a annoncé son intention de devenir « publique ». Le 18 février 2021, Astra a annoncé la nomination de l'ancien chef de l'ingénierie d'Apple, Benjamin Lyon, en tant que nouvel ingénieur en chef.
Le 1er juillet 2021, Astra a terminé sa première journée en tant « qu'entreprise publique » sur le Nasdaq.
Le 28 août 2021, le lanceur Rocket 3.3 (série LV0006) n'a pas réussi à atteindre l'orbite. À la suite d'une « ascension latérale inattendue de la plate-forme » en raison d'une seule panne de moteur sur le premier étage moins d'une seconde après le décollage, les moteurs de la fusée ont reçu l'ordre de s'arrêter par la sécurité à 2 minutes et 28 secondes après le début du vol. Le vol a ensuite été interrompu, mais a atteint une altitude de 50 km (31 mi) avant de s'écraser dans l'océan en aval,. Une fuite de propulseur du système de ravitaillement a été déterminée comme la cause principale de la panne du moteur.
Le 20 novembre 2021, le lanceur Rocket 3.3 d'Astra (série LV0007) a atteint l'orbite avec succès après son lancement depuis le Pacific Spaceport Complex - Alaska (PSCA) transportant la charge utile de démonstration STP-27AD2 pour la United States Space Force,.
Le 12 juin 2022, le lanceur connaît un nouvel échec lors de la mise en orbite de deux cubesats météorologiques de la NASA. C’est une panne moteur de l’étage supérieur qui a provoqué la perte des cubesats.

## Bus satellite
Astra développe un bus satellite pour les charges utiles des clients. Le lancement des premiers prototypes est prévu en 2022 sur les lanceurs Rocket 3, le service client commençant en 2023.